# Перхорович Євген
Євге́н Перхоро́вич (1903 — після квітня 1945) — український вчений, професор Львівської політехніки, дійсний член НТШ.

## Життєпис
Народився 1903 року. Учень Івана Фещенка-Чопівського; випускник Краківської гірничої академії. 1936 року з Чопівським у виданні «Hutnik» опублікували статтю, що стосувалася впливу оксиду алюмінію на властивості заліза. Працював інженером-металургом у Варшаві.
Протягом 1939—1944 років працював завідувачем кафедри технології металів у Львівській політехніці. Вперше читав курс технології металів українською мовою.
1941 року був головою Українського технічного товариства.
Дійсний член НТШ (1938).
З наступом радянських військ переїхав до Берліна. Арештований НКВС; подальша доля невідома.